# Gbeya
Le gbeya, aussi appelé suma, gbaya-bossangoa ou gbeya-suma, est une langue gbaya parlée en République centrafricaine dans la région de Bossangoa.

## Sources
- Raymond Boyd et Philippe Sankpam, Dictionnaire suma-français, 2019 (lire en ligne)
- Nganatouwa Goungaye Wanfiyo, Éléments de description grammaticale du gbeya (mémoire de maîtrise), Université Stendhal (Grenoble 3), 1982
- Nganatouwa Goungaye Wanfiyo, Étude descriptive du gbeya, parler gbaya de la région de Bossangoa en République centrafricaine (thèse de doctorat), Université Stendhal (Grenoble 3), 1986 (présentation en ligne)
- (en) William J. Samarin, The Gbeya language : grammar, texts, and vocabularies, 1966 (hdl 1807/67174)